# Тегаевы
Тега́евы (осет. Тегатæ) — осетинская (дигорская) фамилия.

## Происхождение рода
Тегаевы перебрались в Дигорское ущелье из Алагирского. Проживая в селении Ахсау, они подружились с Телакуровыми и приняли участие в возведении их фамильной башни. Хотя две фамилии не состоят в кровном родстве, многие годы они живут в согласии. 
Фамильная башня Тегаевых находится в селении Ахсау.

## Генеалогия
Родственными фамилиями (осет. æрвадæлтæ) Тегаевых являются Фидаровы и Елкановы.
Генетическая генеалогия
Тегаев — J2-M67 > J2a1b (Z7671+, CTS3261-, DYS537=12, Cluster J, and DYS392=11, DYS385a=12)

## Посемейные списки

### 1847
Деревни Ахсав из черного народа.
- Гетагаз Тегаев
- Дзодза Тегаев

### 1863
Живущия в горах. Аул Аксаут
6. Асемко Тегаев
- сыновья его: Башиат, Новорожденный

7. Гадо Тегаев
- сыновья его: Дударуко, Новорожденный
- братья его: Баба, Ахмет

### 1886
сел. Ахсау
- 21. Гадо Гетаевич Тегаев (45 лет)
- 22. Магомет Гетаевич Тегаев (37 лет)
- 23. Ахмет Гетаевич Тегаев (28 лет)
- 24. Басьят Басикоевич Тегаев (27 лет)

сел. Магометанское (Чикола)
- Ада Алибекович Тегаев (65 лет)
- Амиса Алибегович Тегаев (60 лет)

## Известные представители
- Ермак Бодзиевич Тегаев (1957) — бывший глава Исламского культурного центра Владикавказа.
- Тегаев Дрис Баболович (1887 - 1971) - офицер царской армии при Николае ll. Командир конной разведки во время первой мировой войны.
- Ислам Эльбрусович Тегаев (1995) — чемпион Европы по вольной борьбе среди кадетов в Катовице (2012) и серебряный призёр чемпионата России во Владикавказе (2012).
- Чермен Эльбрусович Тегаев — чемпион Северной Осетии среди юниоров (2008), победитель турнира имени Рамазана Дзагоева и чемпиона мира Олега Наниева (2009), бронзовый призёр чемпионата России по вольной борьбе среди кадетов (2010).